# Torneo Apertura de la Primera B de Chile 2012
El Campeonato Nacional de Apertura de Primera B de la Asociación Nacional de Fútbol Profesional 2012 fue la séptima edición del torneo oficial de fútbol profesional de los Torneos de Apertura y Clausura de la Primera B, los cuales fueron disputados en la temporada 2012. El torneo fue organizado por la ANFP. Este torneo ya no cuenta con el auspicio de Petrobras.
El campeón del torneo fue San Marcos de Arica, que además del título de Apertura, quedó clasificado para la final por el segundo ascenso a Primera División. No obstante, a final de año obtendría el título nacional, por lo cual su cupo como campeón del Apertura fue cedido al subcampeón, Ñublense.

### Equipos participantes
| Equipo | Equipo                | Entrenador           | Entrenador            | Ciudad       | Estadio                                 | Capacidad | Marca     | Patrocinador |
| ------ | --------------------- | -------------------- | --------------------- | ------------ | --------------------------------------- | --------- | --------- | ------------ |
|        | Barnechea             | Bandera de Chile     | Mario Salas           | Santiago     | Municipal de La Pintana                 | 6.000     | Puma      | Entel        |
|        | Coquimbo Unido        | Bandera de Chile     | Luis Musrri           | Coquimbo     | Bicentenario Francisco Sánchez Rumoroso | 18.750    | Lotto     | TPC          |
|        | Curicó Unido          | Bandera de Argentina | Pablo Abraham         | Curicó       | Bicentenario La Granja                  | 8.000     | Dalponte  | Multihogar   |
|        | Deportes Concepción   | Bandera de Argentina | Germán Corengia       | Concepción   | Municipal Ester Roa Rebolledo           | 29.000    | Joma      | Essbío       |
|        | Deportes Puerto Montt | Bandera de Chile     | Gino Valentini        | Puerto Montt | Regional de Chinquihue                  | 5.300     | Evensport | PF           |
|        | Everton               | Bandera de Chile     | Víctor Hugo Castañeda | Viña del Mar | Sausalito                               | 18.037    | O´concept | Viña         |
|        | Lota Schwager         | Bandera de Chile     | Nelson Cossio         | Coronel      | Federico Schwager                       | 5.731     | Training  | Essbío       |
|        | Magallanes            | Bandera de Chile     | Osvaldo Hurtado       | Santiago     | Santiago Bueras de Maipú                | 4.000     | Umbro     | Besalco      |
|        | Naval                 | Bandera de Chile     | Víctor Merello        | Talcahuano   | El Morro                                | 7.142     | Training  | Essbío       |
|        | Ñublense              | Bandera de Chile     | Carlos Rojas          | Chillán      | Bicentenario Nelson Oyarzún Arenas      | 12.000    | Training  | Essbío       |
|        | San Luis              | Bandera de Argentina | Mauricio Giganti      | Quillota     | Bicentenario Lucio Fariña Fernández     | 7.680     | Training  | PF           |
|        | San Marcos de Arica   | Bandera de Chile     | Luis Marcoleta        | Arica        | Bicentenario Carlos Dittborn            | 14.373    | Dalponte  | TPA          |
|        | Santiago Morning      | Bandera de Chile     | Hernán Ibarra         | Santiago     | Municipal de La Pintana                 | 6.000     | Training  | FINASUR      |
|        | Unión Temuco          | Bandera de Argentina | Hernán Lisi           | Temuco       | Bicentenario Germán Becker              | 18.125    | Mitre     | Rosen        |

### Equipos porRegión
| Región             | Equipos                                                  |
| ------------------ | -------------------------------------------------------- |
| Biobío             | - Deportes Concepción - Lota Schwager - Naval - Ñublense |
| Metropolitana      | - Barnechea - Magallanes - Santiago Morning              |
| Valparaíso         | - Everton - San Luis                                     |
| Arica y Parinacota | - San Marcos de Arica                                    |
| Coquimbo           | - Coquimbo Unido                                         |
| Maule              | - Curicó Unido                                           |
| Araucanía          | - Unión Temuco                                           |
| Los Lagos          | - Deportes Puerto Montt                                  |

|
| Barnechea Magallanes Santiago Morning |

## Clasificación
Para partidos, ver el Anexo
- Fecha de actualización: 24 de junio

|  |     | Clubes                | Pts | PJ | G  | E | P  | GF | GC | Dif |
|  | --- | --------------------- | --- | -- | -- | - | -- | -- | -- | --- |
|  | 1º  | San Marcos de Arica   | 36  | 19 | 10 | 6 | 3  | 39 | 21 | +18 |
|  | 2º  | Ñublense              | 34  | 19 | 9  | 7 | 3  | 33 | 26 | +7  |
|  | 3º  | Barnechea             | 33  | 19 | 10 | 3 | 6  | 33 | 26 | +7  |
|  | 4º  | Deportes Concepción   | 30  | 19 | 8  | 6 | 5  | 29 | 17 | +12 |
|  | 5º  | Everton               | 29  | 19 | 9  | 2 | 8  | 34 | 26 | +8  |
|  | 6º  | San Luis de Quillota  | 26  | 19 | 7  | 5 | 7  | 28 | 31 | -3  |
|  | 7º  | Unión Temuco          | 25  | 19 | 6  | 7 | 6  | 21 | 24 | -3  |
|  | 8º  | Lota Schwager         | 24  | 19 | 6  | 6 | 7  | 23 | 26 | -3  |
|  | 9º  | Coquimbo Unido        | 23  | 19 | 6  | 5 | 8  | 26 | 29 | -3  |
|  | 10º | Deportes Puerto Montt | 22  | 19 | 6  | 4 | 9  | 23 | 32 | -9  |
|  | 11º | Magallanes            | 21  | 19 | 6  | 3 | 10 | 16 | 27 | -11 |
|  | 12º | Naval                 | 21  | 19 | 5  | 6 | 8  | 25 | 25 | 0   |
|  | 13º | Curicó Unido          | 21  | 19 | 5  | 6 | 8  | 21 | 31 | -10 |
|  | 14º | Santiago Morning      | 18  | 19 | 4  | 6 | 9  | 24 | 34 | -10 |

Pts = Puntos; PJ = Partidos Jugados; G = Partidos Ganados; E = Partidos Empatados; P = Partidos Perdidos; GF = Goles Anotados; GC = Goles Recibidos; Dif = Diferencia de gol; (*) = Partido Pendiente 